# 塔納加島
塔納加島（英語：Tanaga Island）是一座位於美國阿拉斯加州的島嶼，屬於安德烈亞諾夫群島的一部分，長43（27英里）、寬38（24英里），面積達204平方英里（528平方），是該國第33大島嶼，最高點塔納加火山海拔高度5,925英尺（1,806）。
塔納加島位於最近的有人居住的島嶼埃達克島以西約62英里（100）處，擁有數座大瀑布。塔納加島無人居住，但美国国家海洋和大气管理局公佈的海圖上顯示了島上有幾間小屋，以及該島東側的一些阿留申人村莊。

## 外部連結

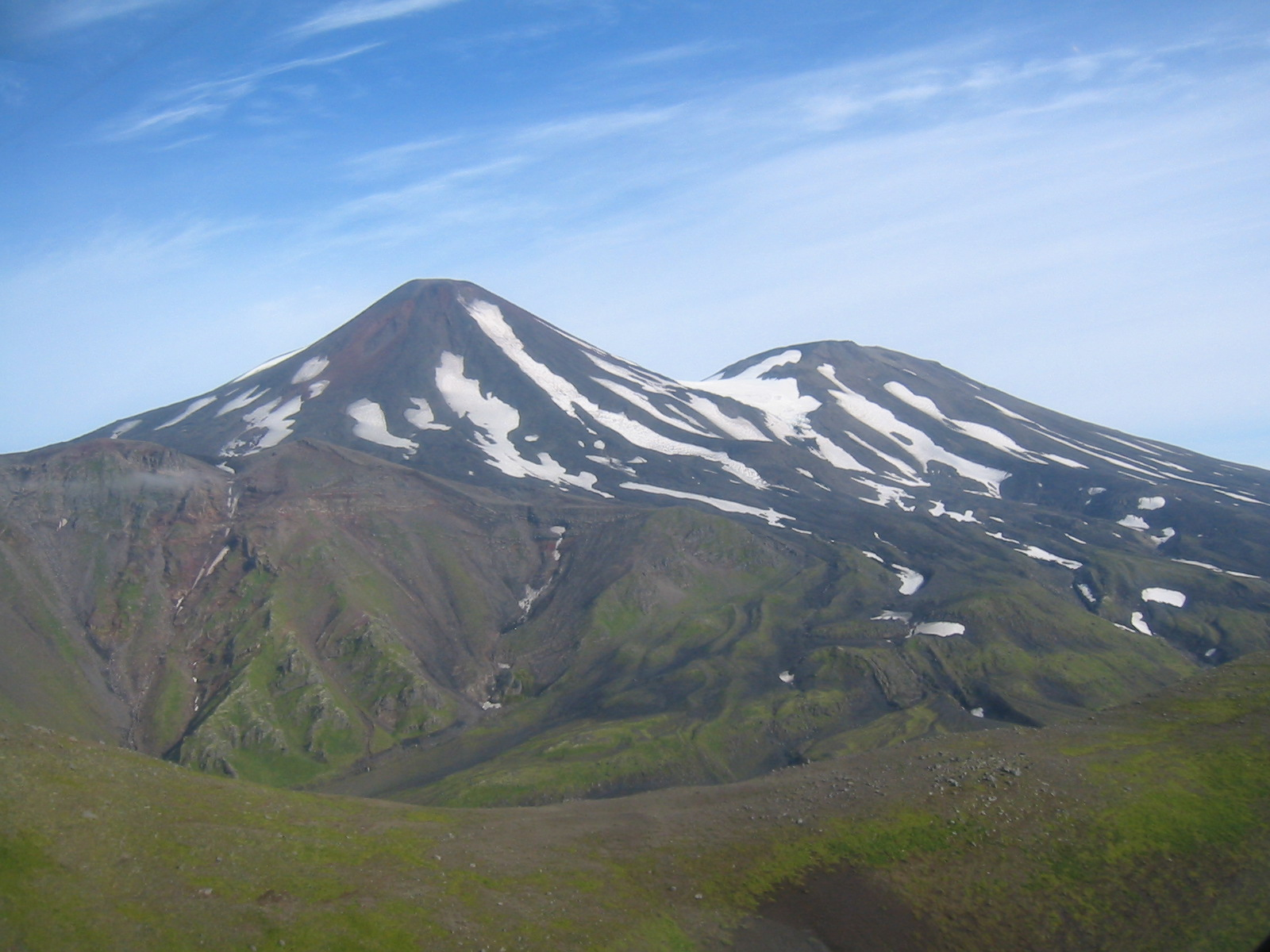

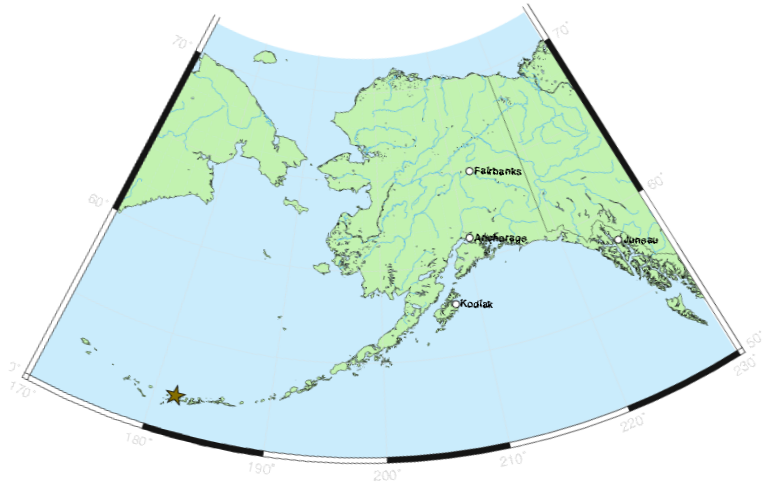

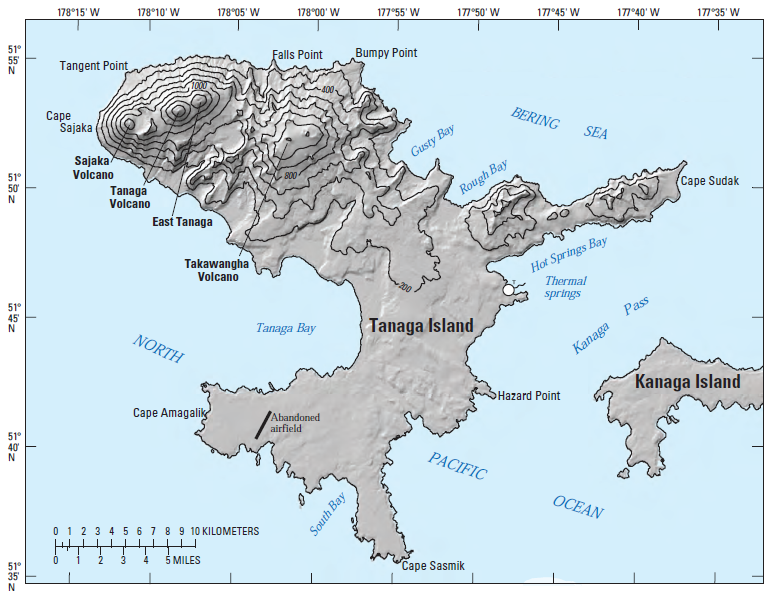

- Tanaga Island Photos （页面存档备份，存于） Photos from Tanaga Island, July 2008]